# Хименес, Элеасар
Элеасар Хименес Серкера (исп. Eleazar Jiménez Zerquera; 25 июня 1928, Сьего-де-Авила, Куба — 6 мая 2000) — кубинский шахматист, деятель национального и международного шахматного движения; международный мастер (1963), президент Шахматной федерации Кубы и член Исполкома ФИДЕ (с 1982).
Многократный чемпион Кубы (1957, 1960, 1963, 1965 и 1967). В составе национальной команды участник 7 олимпиад, в том числе в 1960—1968 — на 1-й доске. Участник межзонального турнира в Пальма (о. Мальорка; 1970) — 24-е место. На международном турнире в Малаге (1966) — 1—2-е место (с А. О’Келли).